# ARIS

Model ARIS

ARIS (Architektura Zintegrowanych Systemów Informacyjnych; ang. Architecture of Integrated Information Systems, niem. Architektur Integrierter Informationssyteme) – metoda analizy i modelowania procesów gospodarczych prowadząca do stworzenia w przedsiębiorstwie zintegrowanego systemu przetwarzania informacji.
Koncepcja ARIS została po raz pierwszy zaproponowana przez profesora Augusta-Wilhelma Scheera w 1991 roku jako koncepcja ramowa kompleksowego modelowania wspomaganych komputerowo systemów informacyjnych. W 1993 roku na rynku pojawił się pakiet oprogramowania o nazwie ARIS Toolset (wersja 1.0), który oferował metody i narzędzia do tworzenia i wdrażania systemów informatycznych.
Wprowadzenie ARIS w przedsiębiorstwie ma na celu:
- uporządkowanie (standaryzację) istniejących procesów,
- wprowadzenie usprawnień w istniejących procesach,
- wprowadzenie zupełnie nowych procesów.

Istotą podejścia realizowanego przez metodę ARIS jest badanie tzw. łańcucha procesów będącego obrazem realizowanych w systemie przedsiębiorstwa procesów biznesowych (gospodarczych), a także towarzyszących im i z nimi połączonych procesów informacyjnych. Metoda wykorzystuje graficzne techniki projektowania strukturalnego i procesowego, takie jak:
- ERM (Entity Relationship Model),
- drzewo funkcji,
- diagram celu,
- organigram,
- diagram łańcucha wartości,
- EPC (Extended event-driven process chain).